# Polynyapodella ambrosei
Polynyapodella ambrosei är en kräftdjursart som beskrevs av Huys, Møberg och Kristensen 1997 . Polynyapodella ambrosei ingår i släktet Polynyapodella och familjen Basipodellidae.
Artens utbredningsområde är Grönland. Inga underarter finns listade i Catalogue of Life.